# Конкорд (Мисури)
Конкорд (енгл. Concord) насељено је место без административног статуса у америчкој савезној држави Мисури.

## Демографија
По попису из 2010. године број становника је 16.421, што је 268 (-1,6%) становника мање него 2000. године.
| Група             | 2000.          | 2010.          |
| Белци             | 16.262 (97,4%) | 15.622 (95,1%) |
| Афроамериканци    | 52 (0,3%)      | 106 (0,6%)     |
| Азијати           | 138 (0,8%)     | 275 (1,7%)     |
| Хиспаноамериканци | 141 (0,8%)     | 231 (1,4%)     |
| Укупно            | 16.689         | 16.421         |